# Klimtouw
Een klimtouw is een touw dat wordt gebruikt bij de klimsport en daar een beveiligende rol inneemt; het is het enige dat een vallende klimmer kan behoeden voor een dodelijk ongeluk. Het is het belangrijkste onderdeel van een uitgebreide keten van beveiligingsapparatuur die door klimmers gebruikt wordt.
Klimtouwen moeten voldoen aan zeer strenge eisen opdat ze niet zouden breken bij een onverhoedse val. Ze moeten echter ook licht zijn, soepel zodat er knopen in gelegd kunnen worden en bestand zijn tegen het schuren over scherpe en ruwe rotsen; dat alles in alle mogelijke weersomstandigheden. Ze zijn daarom gemaakt uit nylon (vroeger werden hennep touwen gebruikt) en vervlochten op een speciale manier. De kracht van het touw zit in de kern. Een mantel van 32 tot 48 daaromheen gevlochten draden beschermt deze kern en vertegenwoordigt ongeveer 20% van de kracht die het touw kan houden.

## Rekbaarheid van klimtouwen
Een vallende klimmer ontwikkelt snel een enorme kinetische energie. Deze energie komt vrij zodra de klimmer stopt met vallen. Een deel van deze energie gaat naar de zekeringsketen, de rest wordt verdeeld tussen de zekeraar en de klimmer. Vaste punten zoals de behaking zijn sterk, maar vangen slechts een beperkte hoeveelheid energie op. Het menselijk lichaam kan eveneens maar een beperkte hoeveelheid kracht op het lichaam (de zogenaamde vangstoot of impactwaarde) aan zonder rugletsel te bekomen. 
Touwen zijn daarom beperkt rekbaar. Door uit te rekken wordt een groot deel van de ontstane energie opgevangen zodat de uiteindelijke vangstoot kleiner is dan 1200 daN (12 kN) zoals vastgelegd in de CE-normen.
We kunnen klimtouwen ordenen in drie categorieën naargelang de rekbaarheid:
- Statische touwen: zijn touwen die er specifiek op ontworpen zijn om niet tot nauwelijks uit te rekken. Hierdoor zijn ze niet in staat om grote schokken op te vangen. Ze mogen dan ook niet gebruikt worden om een klimmer te beschermen tegen een val. Ze zijn daarentegen bijzonder sterk en kunnen een grote last torsen onder statische belasting. Ze vinden hun toepassing in de vaste touwen, tokkelbanen en pendels.
- Semi-statische touwen: zijn beperkt rekbaar. Ze kunnen kleine schokken opvangen en zijn ook statisch belast nog zeer sterk. Toch mogen ook deze touwen niet worden gebruikt om klimmers te beveiligen tegen vallen. Ze worden gebruikt als vaste touwen, voor reddingsacties, bij top-roping (dit is toegestaan omdat de ontwikkelde kracht bij een val hierbij zeer klein is) en in de speleologie en canyoning.
- Dynamische touwen: zijn de touwen die gebruikt worden bij het (sport)klimmen. Ze zijn voldoende rekbaar (tot 37% bij de eerste val) om een val op een veilige manier op te vangen. Statisch belast zijn ze echter relatief zwak en ze mogen daarom niet gebruikt worden voor tokkelbanen en death-rides.

## Soorten klimtouwen
Er is een heel scala aan dynamische klimtouwen om aan de wensen van de moderne klimmer te kunnen voldoen. Zo zijn er touwen met een speciale slijtvaste mantel voor ruwere rotssoorten zoals graniet, een waterdichte coating voor het gebruik in sneeuw en ijs, middenmarkeringen, en markeringen om de indeling in touwgroepen te vergemakkelijken.
Los van deze optionele eigenschappen zijn er drie soorten touwen ontwikkeld voor specifieke omstandigheden:
- Enkeltouwen worden vooral gebruikt bij het sportklimmen of voor grotere alpiene groepen. De enkele streng is sterk genoeg om een val op te vangen. Ze zijn verkrijgbaar in standaardlengtes van 50, 60 en 70 meter en hebben een diameter van 9 tot 11 mm. Ze hebben het voordeel simpel en relatief licht in het gebruik te zijn, al is de rappel-afstand beperkt doordat men het touw dubbel moet gebruiken. Dit is de meest verkochte touwsoort.
- Dubbeltouwen of halftouwen Zoals de naam reeds doet vermoeden zijn er hier twee strengen, dunner dan een enkeltouw, meestal in verschillende kleuren om verwarring te voorkomen. De sterkte van de afzonderlijke streng is groot genoeg om een voorklimval te houden (zij het met minder marge) en kan daardoor om en om in zekeringspunten worden ingehangen. Daardoor kan men een rechter touwverloop met minder wrijving bewerkstelligen. Omdat de sterkte van de afzonderlijke streng minder groot is dan van het enkeltouw, moet de tweede streng als reserve dienen. Dit kan echter wel resulteren in een dubbele val, indien de eerste streng breekt, of het eerste zekeringspunt loskomt. Voor een naklimmer is één streng sterk genoeg om hem omhoog te zekeren. Dit maakt touwgroepen van drie personen mogelijk: één voorklimmer plus twee naklimmers die tegelijkertijd aan afzonderlijke strengen klimmen. Bijkomende voordeel is een dubbel zo lange rappel-afstand doordat de twee strengen bovenin aan elkaar geknoopt kunnen worden. Daarnaast hebben dubbeltouwen het voordeel van meer veiligheid in alpiene gebieden met verhoogde kans op steenslag, dat beschadiging kan opleveren aan touwen. Het nadeel is dat het totale gewicht zwaarder is dan bij enkeltouwen. Ook hier zijn de lengtes gestandaardiseerd, maar nu op 50 en 60 meter. Diameters variëren van 8 tot 9 mm.
- Tweelingtouwen of duotouwen Bestaan eveneens uit 2 strengen, die echter iets minder dik en sterk zijn dan van dubbeltouw. Daarom moeten ze altijd parallel gebruikt worden, zowel bij voor- als naklimmen. Door het parallel inhangen kan men een slechter touwverloop hebben. Anderzijds heeft men een simpeler touwhantering dan een dubbeltouw, dubbele wrijving op het zekerapparaat bij een voorklimval, en geen eventuele dubbele val. Net als bij het dubbeltouw heeft men door de 2 strengen meer veiligheid bij steenslag, en een dubbel zo lange rappel-afstand. Dit geeft ook een mogelijkheid tot gewichtsbesparing, indien men afziet van lange statische zekerafstanden, bijvoorbeeld tijdens alpien gebruik. Men kan ervoor kiezen om met een tweelingtouw de halve lengte van een enkeltouw te nemen. Dit geeft de helft van de afstand voor statische zekeringen, maar ook ongeveer de helft van het gewicht, bij gelijke rappel-afstand, en genoeg lengte voor zogenaamde 'lopende' zekeringen. Deze touwen zijn minder populair dan dubbeltouwen, maar over algemeen wel verkrijgbaar.

## Normering
Een klimtouw moet aan de CE-normen voldoen. De meeste fabrikanten halen ook de UIAA-normering (Union International des Associations Alpin) die strenger is. Deze keurmerken verzekeren dat de touwen sterk genoeg zijn en de vangstoot bij een val voldoende klein is. De normeringen moeten vermeld worden op een label aan beide uiteinden van het touw. 
Deze labels vermelden ook de fabrikant en het jaar waarin het touw gemaakt werd. Een kleurmarkering in de kern van het touw duidt deze twee gegevens eveneens aan. De aanleiding hiervoor waren een aantal rechtszaken waarin het type touw betwist werd. Ten slotte vermeldt het label over welk type touw het gaat: 1 voor enkeltouw, 1/2 voor een dubbeltouw en OO voor een tweelingtouw.
Een gedetailleerde omschrijving van de normeringen, testmethodes ed. van klimtouwen is terug te vinden op de site van de West-Vlaamse Bergsportvereniging, een club van de VBSF (Vlaamse Bergsport en speleologiefederatie vzw), waarvan een aantal mensen zich hebben toegelegd op het uitzoeken van deze informatie.